# 林克 (1925年)
林克（1925年11月2日—1996年12月），中国江苏常州人。曾任新华社记者、新华社翻译组长、毛泽东国际问题秘书、中国社会科学院世界经济与政治研究所发达国家经济研究室主任、中国西欧经济研究会总干事、中国欧洲共同体研究会常务理事。

## 生平
童年时期，林克生活在河北保定，七七事变后举家迁往北京。
1946年，加入中国共产党，在大学参与组织学校的学生运动。1949年，从燕京大学经济系毕业。随后一段时间，在华北局城市工作部从事社会调查工作。
1949年初至1954年秋，在新华社工作，担任过记者、翻译和编辑组长等职务。
1954年11月至1966年7月，担任毛泽东的国际问题秘书，并帮助毛泽东学习英语。
1970年至1979年，工作于新华社国际部。
1979年起，担任中国社会科学院世界经济与政治研究所发达国家经济研究室主任、研究所学术委员、中国西欧经济研究会总干事（一说副总干事）、中国欧洲共同体研究会常务理事，直至1986年离休。
1996年12月于北京病逝。

## 著作
- 林克, 徐涛, 吴旭君. 历史的真实. 中央文献出版社. 1998.12. ISBN 7-5073-0472-8
- 林克. 我所知道的毛泽东——林克谈话录. 中央文献出版社. 2000.2. ISBN 7-5073-0722-0